# Adesmus urubu
Adesmus urubu là một loài bọ cánh cứng trong họ Cerambycidae.